# Celso Costantini
Celso Benigno Luigi Costantini (Zoppola, 3 aprile 1876 – Roma, 17 ottobre 1958) è stato un cardinale e arcivescovo cattolico italiano.

## Biografia
Nacque a Castions di Zoppola il 3 aprile 1876,  figlio di Costante Costantini e Maddalena Altan, in una famiglia di modeste condizioni, secondogenito di dieci fratelli. Il padre faceva il piccolo imprenditore edile; la madre apparteneva ad un ramo illegittimo dei conti Altan di San Vito al Tagliamento. Studiò al seminario di Portogruaro e all'accademia romana di San Tommaso, dove si laureò in filosofia nel 1899. Ordinato sacerdote a Portogruaro il 23 dicembre dello stesso anno, esercitò il ministero presbiterale a Roraigrande (oggi frazione di Pordenone) e Concordia Sagittaria (VE). Fu quindi reggente della parrocchia di Aquileia dove promosse il restauro della basilica; la sua figura è ricordata da una targa all'inizio della navata sinistra.
Nel 1918 fu nominato vicario generale della diocesi di Concordia. Nel dicembre di quell'anno fondò l'Istituto San Filippo Neri a Portoguraro per ospitare le donne vittime di stupri dopo la disfatta di Caporetto e che erano rimaste incinte di soldati dell'impero austro-ungarico e che per questo erano ostracizzate dalla società. Nel 1920 fu nominato amministratore apostolico di Fiume. Il 22 luglio 1921 fu nominato vescovo titolare di Geropoli da papa Benedetto XV; fu consacrato il 24 agosto nella cattedrale di Concordia Sagittaria dal cardinale Pietro La Fontaine, patriarca di Venezia, co-consacranti: Angelo Bartolomasi, vescovo di Trieste e Luigi Paulini, vescovo di Concordia. Nominato il 12 agosto 1922 primo delegato apostolico in Cina ed elevato arcivescovo titolare di Teodosiopoli di Arcadia il 9 settembre, l'8 novembre giunse a Hong Kong e il 29 dicembre a Pechino. Nel 1924 promosse il primo "Concilium Sinese" (concilio plenario di Cina), in applicazione delle nuove linee missionarie impresse dalla Maximum illud di Benedetto XV. Subito dopo questo sinodo, tenuto a Shanghai, consacrò la Cina a Nostra Signora di She Shan.
Gli atti e le norme emanate da tale "Concilium" furono trasmessi alla Santa Sede e, dopo l’approvazione di papa Pio XI, esaminati e pubblicati con lievi correzioni dalla Congregazione de Propaganda Fide mediante decreto del 12 Giugno 1928. In tale documento “Primum Concilium Sinense, Acta” si affermava la necessità di nomina di vescovi autoctoni. Con il riconoscimento degli atti conciliari da parte della Santa Sede si diede il via alla consacrazione da parte di papa Pio XI, avvenuta il 28 ottobre 1926 nella Basilica di San Pietro in Vaticano, dei primi 6 vescovi cinesi e venne compiuto così il passo essenziale verso il coronamento dell'opera missionaria in Cina.
In quegli stessi anni fondò la prima congregazione religiosa cinese, la Congregazione dei discepoli del Signore (Congregatio Discipulorum Domini, C.D.D.), oggi diffusa in diverse parti dell'Asia. In quegli anni collaborò alla fondazione e allo sviluppo dell'Università Cattolica Fu Jen e istituì un collegio cinese a Roma, adoperandosi perché anche i seminari di minori dimensioni adottassero i criteri formativi delle scuole superiori.
Tornato in Italia fu segretario, dal 1935 al 1953, di Propaganda Fide. Durante la Seconda guerra mondiale ospitò, dopo il febbraio 1944 e per oltre quattro mesi, Alcide De Gasperi nel Palazzo di Propaganda Fide, essendo diventati poco sicuri i Palazzi del Laterano. Papa Pio XII lo elevò al rango di cardinale nel concistoro del 12 gennaio 1953. Fu poi nominato Cancelliere della Cancelleria Apostolica, incarico che ricoprì dal 1954 sino alla sua morte.
Nel libro pubblicato nel 1988, Alle origini del concilio Vaticano II. Una proposta di Celso Costantini (ed. Concordiasette, Pordenone) il prof. Giuseppe Butturini documenta come Celso Costantini fu un promotore antesignano di papa Giovanni XXIII della convocazione del Concilio Vaticano II, suo un dossier datato 15 febbraio 1939 e raccolto sotto il titolo Il Concilio. Sulla convenienza di convocare un Concilio Ecumenico.
Condivise con il fratello minore Giovanni Costantini, che fu vescovo di Luni, ossia La Spezia, Sarzana e Brugnato, e successivamente arcivescovo titolare di Colossi e presidente della Pontificia commissione centrale per l'arte sacra in Italia, l'amore per l'arte: fu scultore attivo tra il 1904 e il 1915. Fondò la Società degli Amici dell'Arte Cristiana e la rivista omonima «Arte Cristiana», oltre ad essere autore di testi di storia dell'arte. Preparò con le sue mani il monumento allo sterratore posizionato ai lati del fiume Lemene a Concordia Sagittaria; è un riconoscimento alla faticosa manualità svolta dai braccianti ad inizio del XX secolo, grazie ai quali fu possibile regimentare le acque dei numerosi canali presenti nella zona, arrivando ad irrigare le coltivazioni ed eliminare la malaria che le infestava. Anche grazie al monumento, Costantini si meritò l'appellativo di «Parroco delle bonifiche». Degne di nota le due sculture che ritraggono Giuseppe Sarto, futuro San Pio X, da piccolo. I due monumenti a "Beppino Sarto", uno in marmo ed uno in gesso, sono conservati rispettivamente presso l'asilo infantile di Castions di Zoppola e presso il seminario vescovile di Pordenone. È stato uno dei protagonisti del dibattito magisteriale riguardo l'arte nella Chiesa. Rispetto alla linea di Pio IX, Costantini non vide di buon occhio il movimento dell'Art sacrée. Infine, Costantini viene ricordato in tutto il mondo per il suo amore per la Cina e l'arte cinese di cui fece grande tesoro, incentivando l'arte sacra autoctona. 
Fu legato ad Agostino Gemelli, fondatore dell'Università Cattolica del Sacro Cuore, da un profondo rapporto di stima e di amicizia e di comunanza degli ideali che contraddistinsero la loro vita e opera.
Scrisse anche libri di memorie, tra cui va ricordato Foglie secche (Roma, 1948). È il diario dell'allora cappellano militare, una fonte di riferimenti autobiografici e sui fatti accaduti nel basso Friuli durante la prima guerra mondiale, scritto in forma semplice e coinvolgente nel susseguirsi degli avvenimenti, ricco da un punto di vista umano e di valori, fa emergere una grande sintonia tra il prete e i problemi delle famiglie. A questo si affiancano Con i missionari in Cina (1922-1933) (Roma, 1946) e Ultime foglie (Roma, 1954).
A Concordia Sagittaria la piazza della cattedrale è stata dedicata all'ex-parroco dei primi anni del Novecento; davanti al municipio è stata collocata una copia della statua del Lavoratore delle bonifiche scolpita dal Costantini, amante dell'arte e profondamente partecipe della vita faticosa della sua gente. A Castions di Zoppola gli è stata dedicata, insieme al fratello Giovanni, e inaugurata il 16 dicembre 2011, la galleria d'arte civica allestita nella restaurata casa natale.
Nel 1956 gli venne conferita l’alta onorificenza della «Grosskreutz» da parte del Presidente della Repubblica Federale Tedesca in considerazione dell'impegno europeista sostenuto da Costantini, anche in virtù dello stretto legame con Alcide De Gasperi e Konrad Adenauer.
Morì a Roma il 17 ottobre 1958, nell'interregno tra la morte di Pio XII e l'elezione di Giovanni XXIII, venendo sepolto nella tomba di famiglia a Castions accanto al fratello, l'arcivescovo Giovanni morto due anni prima (quest'ultimo poi trasferito nella cripta della nuova cattedrale Cristo Re della  Spezia).
Ancora oggi la sua opera rimane una «fonte d'ispirazione» e un «modello di estrema attualità», come ha dichiarato il cardinale Pietro Parolin in un convegno tenutosi nell'agosto 2016. Tale considerazione discende dalla constatazione che il Costantini si è sempre schierato a favore della Cina, perseguendo la «decolonizzazione religiosa» all'insegna del principio «la Cina ai cinesi».
Il 30 settembre 2016 la Conferenza episcopale triveneta ha espresso parere favorevole all'avvio della causa di beatificazione del Costantini. Il 17 ottobre 2017, nella cattedrale di Concordia Sagittaria, è stata ufficialmente aperta la causa di beatificazione; in contemporanea il cardinale ha ricevuto la cittadinanza onoraria concordiese, la prima ad essere conferita dalla città del Lemene.
Nel 2023 il Museo di arte Sacra della diocesi di Concordia e Pordenone ha dedicato una sezione permanente  alla figura del cardinale Celso Costantini che consta di  una cinquantina di opere che rendono omaggio a quello che viene considerato uno dei personaggi più illustri della storia quasi bimillenaria della diocesi.
Nel centenario del primo "Concilium Sinese" (2024) da lui presieduto con il mandato di rilanciare la missione della Chiesa in terra cinese alla luce della Maximum Illud, un convegno organizzato dalla Pontificia Università Urbaniana ha ribadito portata e attualità del messaggio e dell'opera di Celso Costantini in merito al cammino della Chiesa cattolica in Cina.

## Genealogia episcopale e successione apostolica
La genealogia episcopale è:
- Cardinale Scipione Rebiba
- Cardinale Giulio Antonio Santori
- Cardinale Girolamo Bernerio, O.P.
- Arcivescovo Galeazzo Sanvitale
- Cardinale Ludovico Ludovisi
- Cardinale Luigi Caetani
- Cardinale Ulderico Carpegna
- Cardinale Paluzzo Paluzzi Altieri degli Albertoni
- Papa Benedetto XIII
- Papa Benedetto XIV
- Papa Clemente XIII
- Cardinale Marcantonio Colonna
- Cardinale Giacinto Sigismondo Gerdil, B.
- Cardinale Giulio Maria della Somaglia
- Cardinale Carlo Odescalchi, S.I.
- Cardinale Costantino Patrizi Naro
- Cardinale Lucido Maria Parocchi
- Cardinale Pietro Respighi
- Cardinale Pietro La Fontaine
- Cardinale Celso Benigno Luigi Costantini

La successione apostolica è:
- Vescovo Karol Sliwowski (1923)
- Vescovo Paul Léon Cornelius Montaigne, C.M. (1925)
- Arcivescovo Theodor Buddenbrock, S.V.D. (1925)
- Vescovo Enrico Pascal Valtorta, P.I.M.E. (1926)
- Vescovo Edward John Galvin, S.S.C.M.E. (1927)
- Vescovo Pierre Cheng (1928)
- Vescovo Georg Weig, S.V.D. (1928)
- Vescovo Francis Xavier Wang Tse-pu (1930)
- Vescovo Paul Wang Wen-cheng (1930)
- Vescovo Francis Liu-Chiu-wen (1930)
- Vescovo Ignazio Canazei, S.D.B. (1930)
- Cardinale James Robert Knox (1953)
- Arcivescovo Alfredo Bruniera (1955)

## Opere
- Con i missionari in Cina (1922-1933). Memorie di fatti e di idee, 2 vol, Unione Missionaria del Clero in Italia, Roma, 1946
- Foglie secche. Esperienze e memorie di un vecchio prete, Roma, Tipografia Artistica, 1948
- Ultime foglie. Ricordi e pensieri, Roma, Unione Missionaria del Clero in Italia, 1954